# Rue du Canard (Colmar)
Pour les articles homonymes, voir Rue du Canard.
La rue du Canard est une voie de la commune française de Colmar.

## Situation et accès
Cette voie de circulation, d'une longueur de 75 m, se trouve dans le quartier centre.
On y accède par la Grand-Rue et la place du Général-André-Hartemann.
Cette voie n'est pas desservie par les bus de la TRACE.